# A gyermekkor vége
A gyermekkor vége (angolul: Childhood's End) Sir Arthur C. Clarke 1953-ban kiadott sci-fi regénye. Clark Őrangyal című novelláján alapul, amely 1950-ben jelent meg a Famous Fantastic Mysteries magazinban. Később egy új előszót írt hozzá, amelyben ellenben az előzővel, kifejti, hogy manapság már teljesen szkeptikus az okkult, misztikus dolgokkal kapcsolatban. Magyarul első változata 1990-ben jelent meg a Móra Ferenc Könyvkiadónál F. Nagy Piroska fordításában, bővített változata pedig a Galaktika Fantasztikus Könyvek sorozatban látott napvilágot 2008-ban.

## Cselekmény
|  | Alább a cselekmény részletei következnek! |

A gyermekkor vége egy olyan lehetséges jövőképet vázol fel, melyben megvalósul a közös tudat.
A hidegháborús fegyverkezési versenyt megszakítják a rejtélyes űrhajók megjelenése a Föld nagyvárosai fölött. Egy hét feszült csönd után megszólalnak az idegenek (akiket később főkormányzónak neveznek) és közlik, hogy szándékaik jóindulatúak, de céljaik elérése érdekében be kell avatkozniuk a világ politikájába. A főkormányzók békét hoznak, de határokat szabnak az űrkutatásnak (az emberek csak a Holdig mehetnek el).
A földiek szemében azonban továbbra is gyanúsak maradnak, mert soha sem mutatkoznak meg az emberek előtt. A főkormányzók vezére, Karellen, egyedül az ENSZ elnökével Rikki Stormgrennel kommunikál, de ekkor is köztük van egy üveglap, amin Stormgren nem lát át. A gyanúk lecsendesítésére Karellen megígéri, hogy 50 év múlva megmutatják magukat az emberiség előtt.
A főkormányzók uralma alatt beköszönt a béke és a jólét, az „aranykor”, de a kreativitás és a szabadság kárára. Nem minden földi hisz a főkormányzók hosszútávú terveinek jóságában.
Stormgren Karellen segítségével életben marad egy emberrablás után, melyet egy a főkormányzókkal szemben bizalmatlan szervezet kezdeményez. Stormgren becsempész egy szerkezetet a kihallgató-szobába, hogy megismerje a főkormányzók kinézetét. Évekkel később egy riporternek azt mondja, hogy a készülék elromlott, ellenben a regény azt sugallja, hogy Stormgrennek sikerült készítenie egy képet, de egyetértett a főkormányzókkal abban, hogy az emberiség nem áll készen a kép tartalmának felfedéséhez.

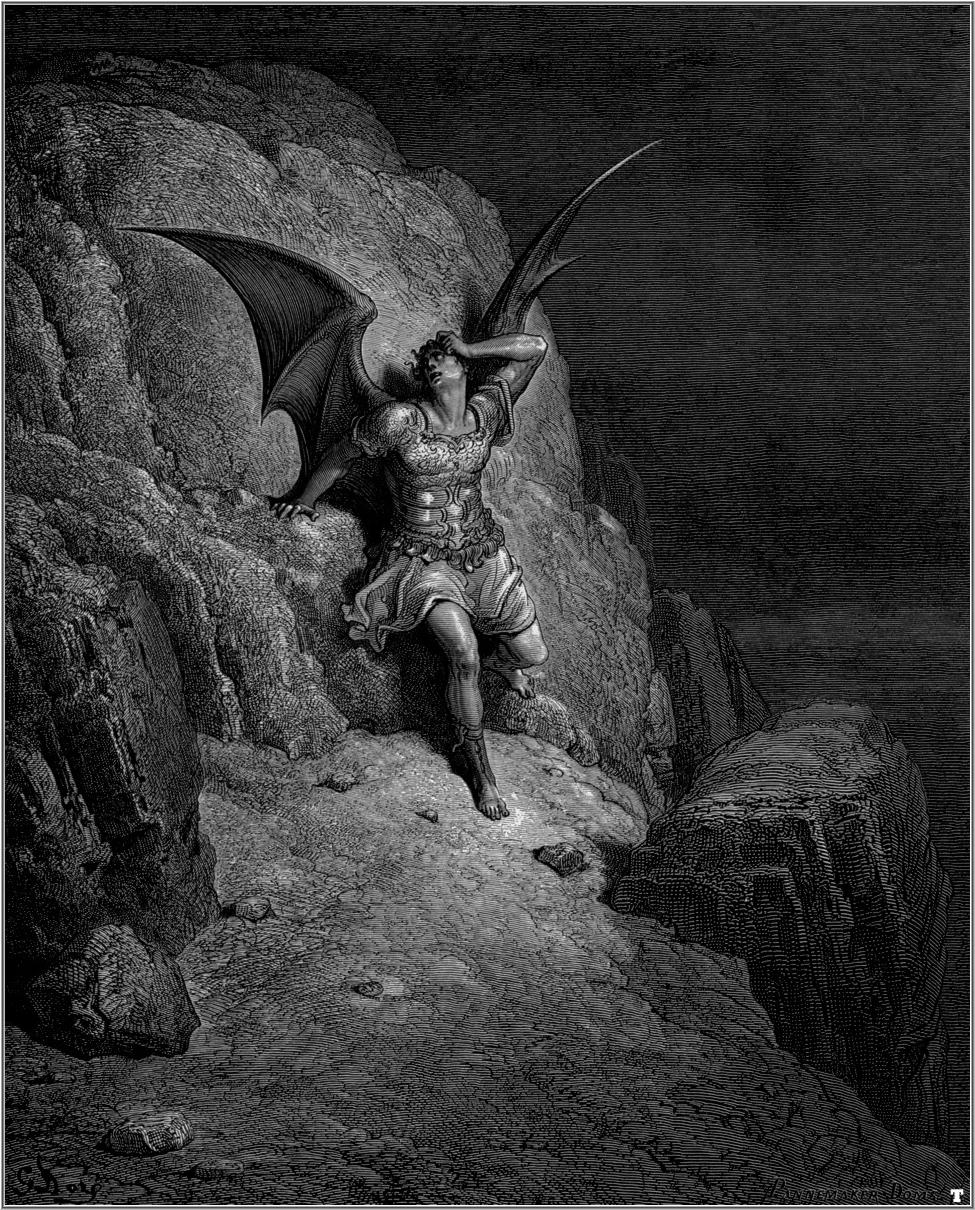
Lucifer – Gustave Doré illusztrációja Milton Elveszett paradicsomához

50 év múltán csöppenünk vissza a történetbe, mikor a főkormányzók személyesen megjelennek az emberek előtt, kinézetük megegyezik a hagyományos földi ördögábrázolással: két lábon járnak, szarvakat viselnek és nagy szárnyakkal is rendelkeznek. Testüket kemény fekete páncél fedi és valamivel magasabbak az embereknél. Miután az emberek megszokták őket, a kormányzók egy utópisztikus világot hoznak létre. Néhány szervezet a stagnálás jeleit véli felfedezni a világban és ezért válaszul megalapítják Új Athént.
10 évvel azután, hogy a főkormányzók felfedték magukat, az embergyerekek elkezdik használni a telepatikus képességeiket (először Új Athénban). Ekkor Karrellen felfedi igazi céljukat: egy ősi civilizáció szolgálatában jöttek ide, amely lerázta magáról az elme szokásos korlátait és megvalósította a közös tudatot, ez a sors vár az emberekre is. Ekkor magyarázatot nyer a főkormányzók hasonlósága az ördöghöz: az ember faji memóriája független a tértől és az időtől és most fajuk végét látják a főkormányzókban, ez rémlett fel az ősi emberek tudatában.
A főkormányzók elkülönítik a gyerekeket szüleiktől, nehogy kárt tegyenek egymásban, ezután a könyv finoman utal arra, hogy a szülők többsége öngyilkos lesz, például az Új Athéniak is felrobbantják magukat egy atombombával.
Az ikerparadoxon következtében Jan Rodick lesz az utolsó élő ember. Rodick lejegyzi, ahogyan az egyesült emberi elme elhagyja a Földet, hogy összekapcsolódjon a főértelemmel. Majd Rodick is meghal, ahogy a Föld felrobban alatta.
|  | Itt a vége a cselekmény részletezésének! |

## Fordítások
- angol: Childhood's End
- orosz: "Конец детства" ("Childhood's End"), 1988, 1991, 1998, 1999, 2002, 2003.
- cseh: "Konec dětství" ("Childhood's End"), 1992, 2005.
- magyar: "A gyermekkor vége" ("Childhood's End"), 1990, 2008.
- észt: "Lapsepõlve lõpp" ("Childhood's End"), 1999.
- norvég: "Skygger fra fremtiden"("Shadows from the future"), 1971.
- spanyol: "El Fin de la Infancia" ("The End of Childhood"), 2000, 2008.
- szerb: "Kraj detinjstva" ("Childhood's End"), 1976.
- héberül: "Ketz Hayaldoot": ("Childhood's End"), 1985, 2005.
- ógörögül: "Οι Επικυρίαρχοι" ("The Overlords"), 1978.
- olaszul: "Le guide del tramonto" ("The guides of the sunset"), 1967.
- horvát: "Kraj djetinjstva" ("Childhood's End"), 1996.
- francia: "Les enfants d'Icare" ("Icarus' children"), 1978.
- finn: "Lapsuuden loppu" ("Childhood's End"), 1973.
- portugál: "O Fim da Infância"}("Childhood's End"), 1979.
- japán:「幼年期の終わり」"Yōnenki no Owari" ("Childhood's End")
- német: "Die letzte Generation" ("The Last Generation").

## Megjelenések

### angol nyelven
1. Childhood's End, Ballantine, 1953[2]
2. Childhood's End, Pan, 1990[2]

### magyarul
1. A gyermekkor vége; ford. F. Nagy Piroska; Móra, Bp., 1990 (A sci-fi mesterei)
2. A gyermekkor vége; ford. F. Nagy Piroska, fordkieg. Németh Attila; 2. jav., bőv. kiad; Metropolis Media, Bp., 2008 (Galaktika Fantasztikus Könyvek)

## Film
A történetet 2015-ben dolgozták fel egy háromrészes minisorozatban, ahol az epizódok a regény három részének cselekményét taglalják, nem teljesen pontosan követve azt.